# 2239 Парацельс
2239 Парацельс (2239 Paracelsus) — астероїд головного поясу, відкритий 13 вересня 1978 року.
Тіссеранів параметр щодо Юпітера — 3,159.